# Bioelectrónica
La bioelectrónica es un campo de investigación que converge la biología y la electrónica. En el campo de la medicina, implica la estimulación electrónica del sistema nervioso como medio para curar enfermedades.

## Definiciones

Un ribosoma es una máquina molecular que utiliza la dinámica de las proteínas.

En el primer seminario de la C.E.C., celebrado en Bruselas en noviembre de 1991, se definió a la bioelectrónica como "el uso de materiales biológicos y arquitecturas biológicas para sistemas de procesamiento de información y nuevos dispositivos". La bioelectrónica, específicamente la electrónica biomolecular, se describió como "la investigación y el desarrollo de materiales orgánicos e inorgánicos de inspiración biológica y de arquitecturas de hardware de inspiración biológica para la aplicación de nuevos sistemas de procesamiento de información, sensores y actuadores, y para la fabricación molecular hasta la escala atómica". El Instituto Nacional de Estándares y Tecnología (NIST), una agencia del Departamento de Comercio de los Estados Unidos, definió la bioelectrónica en un informe de 2009 como "la disciplina resultante de la convergencia de la biología y la electrónica".
Entre las fuentes de información sobre este campo se encuentran el Instituto de Ingeniería Eléctrica y Electrónica (IEEE) con su revista científica Biosensors and Bioelectronics publicada desde 1990 por la editorial Elsevier. La revista describe el alcance de la bioelectrónica como buscando: "[...] explotar la biología en conjunción con la electrónica en un contexto más amplio que abarque, por ejemplo, las células de combustible biológico, la biónica y los biomateriales para el procesamiento de información, el almacenamiento de información, los componentes electrónicos y los actuadores. Un aspecto clave es la conexión entre los materiales biológicos y la micro y nanoelectrónica".

## Historia
El primer estudio conocido de la bioelectrónica tuvo lugar en el siglo XVIII, cuando el científico Luigi Galvani aplicó un voltaje a un par de ancas de rana desprendidas. Las patas se movieron, desencadenando el inicio de la bioelectrónica. La tecnología electrónica se ha aplicado a la biología y la medicina desde que se inventó el marcapasos y con la industria de sistemas de diagnóstico por imagen. En 2009, una investigación sobre las publicaciones que utilizaban el término en el título o en el resumen sugería que el centro de actividad estaba en Europa (43%), seguido por Asia (23%) y los Estados Unidos (20%).

## Materiales
La bioelectrónica orgánica es la aplicación de material orgánico electrónico al campo de la bioelectrónica. Los materiales orgánicos (es decir, que contienen carbono) son muy prometedores cuando se trata de interactuar con los sistemas biológicos. Las aplicaciones actuales se centran en la neurociencia y las infecciones.
Los recubrimientos con polímeros conductores, un material electrónico orgánico, muestran una mejora masiva en la tecnología de los materiales. Era la forma más sofisticada de estimulación eléctrica. Mejoró la impedancia de los electrodos en la estimulación eléctrica, resultando en mejores resultados y reduciendo las "reacciones electroquímicas secundarias dañinas". Los Transistores Electroquímicos Orgánicos (OECT, siglas en inglés), inventados en 1984 por Mark Wrighton junto a sus colegas, tenían la capacidad de transportar iones. Esto mejoró la relación señal-ruido y da una baja medida de la impedancia. La Bomba Electrónica de Iones Orgánicos (OEIP), un dispositivo que podría ser usado para apuntar a partes específicas del cuerpo y órganos para aplicar la medicina, fue creado por Magnuss Berggren.
Como uno de los pocos materiales bien establecidos en la tecnología CMOS, el nitruro de titanio (TiN) resultó ser excepcionalmente estable y muy adecuado para aplicaciones de electrodos en implantes médicos.

## Aplicaciones significativas
La bioelectrónica se utiliza para ayudar a mejorar la vida de las personas con discapacidades y enfermedades. Por ejemplo, el glucómetro es un dispositivo portátil que permite a los pacientes diabéticos controlar y medir sus niveles de azúcar en la sangre. La estimulación eléctrica se utiliza para tratar a los pacientes con epilepsia, dolor crónico, Parkinson, sordera y ceguera. Magnuss Berggren y sus colegas crearon una variación de su OEIP (siglas en inglés de "Bomba Electrónica de Iones Orgánicos"), el primer dispositivo de implante bioelectrónico que se utilizó en un animal vivo y libre por razones terapéuticas. Transmitió corrientes eléctricas al ácido γ-aminobutírico (GABA). La falta de ácido γ-aminobutírico en el cuerpo es un factor de dolor crónico. El GABA se dispersaría entonces adecuadamente a los nervios dañados, actuando como un analgésico. La estimulación del nervio vago (VNS, siglas en inglés) se utiliza para activar la vía antiinflamatoria colinérgica (CAP, siglas en inglés) en el nervio vago, terminando en la reducción de la inflamación en pacientes con enfermedades como la artritis. Dado que los pacientes con depresión y epilepsia son más vulnerables a tener una CAP (siglas en inglés de vía antiinflamatoria colinérgica) cerrada, la ENV (siglas en inglés de "estimulación del nervio vago") también puede ayudarlos en su tratamiento. Al mismo tiempo, no todos los sistemas eléctricos usados para ayudar a mejorar la vida de las personas son necesariamente dispositivos bioelectrónicos, sino sólo aquellos que implican una conexión íntima y directa de la electrónica y los sistemas biológicos.

## Futuro
La mejora de las medidas y herramientas para vigilar el estado de las células a nivel subcelular carece de financiación y de empleo. Esto es un problema porque los avances en otros campos de la ciencia están empezando a analizar grandes poblaciones de células, aumentando la necesidad de un dispositivo que pueda monitorizar las células a tal escala. Las células no pueden ser utilizadas de muchas maneras más que para su propósito principal, como la detección de sustancias nocivas. Fusionar esta ciencia con formas de nanotecnología podría resultar en métodos de detección increíblemente precisos. La preservación de vidas humanas, por ejemplo protegiéndolas contra el bioterrorismo, es la mayor área de trabajo que se está realizando en la bioelectrónica. Los gobiernos están empezando a exigir dispositivos y materiales que detecten las amenazas químicas y biológicas. Cuanto más disminuya el tamaño de los dispositivos, más será el rendimiento y las capacidades de estos.